# أصيل سارية
أصيل سارية هو صحفي ومنتج تلفزيوني يمني، ومشرف للتحقيقات الاستقصائية في شبكة الجزيرة، حصل في 2019 على جائزة أفضل تحقيق وسائط متعددة من شبكة أريج، انخرط في العمل الصحفي منذ العام 2007.

## التعليم
- بكالوريوس أعلام، جامعة صنعاء - 2013.[2]

## جوائز
- جائزة شبكة أريج للصحافة الاستقصائية - المركز الأول فئة الأفلام القصيرة "رحلة الموت" - 2018.[5]
- أفضل تحقيق وسائط متعددة الفئة المفتوحة - شبكة أريج للصحافة الاستقصائية 2019.[6]
- المركز الثاني فئة أفضل تحقيق مرئي قصير "الصراع على سقطرى" - شبكة أريج للصحافة الاستقصائية 2019.[6]